# Tour della nazionale maschile di rugby a 15 dell'Irlanda 2002
Tra le due edizioni della Coppa del Mondo di rugby del 1999 del 2003, la nazionale irlandese di "rugby a 15", si è recata tre volte in tour nel periodo di metà anno. Nessun tour è stato svolto nel 2001, in quanto i migliori giocatori erano impegnati del tour dei British and Irish Lions
Nel 2002, l'Irlanda visita la Nuova Zelanda, dove subisce due sconfitte dagli All Blacks
| Dunedin 8 giugno 2002 | NZ Divisional XV | 3 – 56 | Irlanda XV | Carisbrook |

| Dunedin 15 giugno 2002 | Nuova Zelanda | 15 – 6 | Irlanda | Carisbrook |

| Auckland 22 giugno 2002 | Nuova Zelanda | 40 – 8 | Irlanda | Eden Park |